# TSV 05 Rot
Der TSV 05 Rot ist ein Sportverein aus der baden-württembergischen Gemeinde St. Leon-Rot. Der Verein wurde 1905 gegründet und bietet die Sportarten Handball, Leichtathletik und Turnen an.

## Handball
Überregional bekannt ist der TSV 05 Rot durch seine Handballabteilung. Die Männer nahmen 1951 und 1960 an der Endrunde um die Deutsche Feldhandball-Meisterschaft teil. Zudem startete die Mannschaft 1967 in der neugeschaffenen Feldhandball-Bundesliga, stieg dort aber am Ende der Saison 1968 als Tabellenvorletzter der Südstaffel ab.
Im Hallenhandball gelang dem TSV 1953 die Teilnahme an der Endrunde um die Deutsche Meisterschaft. 1981 qualifizierte sich das Team als Tabellensechster der Regionalliga Süd für die neue 2. Handball-Bundesliga, die ab der Saison 1981/82 die Regionalliga als zweithöchste Spielklasse ablöste. Dort spielte der TSV sieben Jahre lang, bis er sich am Ende der Saison 1987/88 freiwillig aus der 2. Liga zurückzog.

### TSV Rot-Malsch
Seit der Saison 2022/23 bilden der TSV 05 Rot und der TSV Germania Malsch eine Spielgemeinschaft unter dem Namen TSV Rot-Malsch. Die erste Herrenmannschaft und das erste Damenteam traten 2022/23 in der fünftklassigen Badenliga an. Dabei belegten die Damen den 5. Platz und die Herren den 6. Platz in der Liga.

### HSG St. Leon/Reilingen
Handball wird auch in der Gemeinde noch durch die HSG St. Leon/Reilingen vertreten, deren erste Herrenmannschaft in der Landesliga Nord spielt und die Frauen in der 3. Liga.
- Vizemeister Baden-Württemberg (Frauen) 2020
- Aufstieg in die 3. Liga (Frauen) 2020